# Monterrubio de Armuña
Monterrubio de Armuña là một đô thị ở tỉnh Salamanca, phía tây Tây Ban Nha, cộng đồng tự trị Castile-Leon. Đô thị này có cự ly 7 kilômét so với thành phố tỉnh lỵ Salamanca và có dân số 637 người.

## Địa lý
Đô thị này có diện tích 10.97 km².
Đô thị này nằm ở khu vực có độ cao 800 metres trên mực nước biển.
Mã số bưu chính là 37798. Kinh tế chủ yếu là nông nghiệp.